# FM Logistic
 (octobre 2014).
Si vous disposez d'ouvrages ou d'articles de référence ou si vous connaissez des sites web de qualité traitant du thème abordé ici, merci de compléter l'article en donnant les références utiles à sa vérifiabilité et en les liant à la section « Notes et références ».
Créée en France en 1967, FM Logistic est une entreprise familiale de logistique non cotée en bourse, présente en Europe, en Asie (Inde, Vietnam) et en Amérique latine (Brésil). Elle fournit des services de gestion de la chaîne d'approvisionnement à de grandes entreprises internationales ou nationales des secteurs de la grande consommation, de la distribution, des parfums et cosmétiques, de l’industrie et de la santé. FM Logistic dit vouloir « contribuer à une consommation plus durable pour tous » au moyen de « supply chains omnicanales durables ».
Lors de son exercice 2021/2022, FM Logistic a réalisé un chiffre d’affaires de 1,5 milliard d’euros, en progression de 10,1 % par rapport à l'année précédente, et un résultat d'exploitation de 31,5 millions d'euros, en recul de 13,7 %. Elle exploite un réseau d'environ 170 entrepôts (ou plateformes logistiques) et emploie 28 600 personnes. L'essentiel de son activité est lié aux secteurs des biens de grande consommation et de la grande distribution.
Les principaux services de FM Logistic sont l'entreposage, la préparation de commandes, le co-packing (ou « conditionnement secondaire ») et le transport de marchandises par la route.

## Histoire
FM Logistic est née dans les années 1960 du rapprochement de deux entreprises familiales de transport. En 1962, deux frères originaires de l'Ardèche, Edmond et Claude Faure, créent une société de débardage et transport de bois. À la faveur d'un mariage, la famille Faure se rapproche de la famille Machet, propriétaire d'une société de transport dans les Vosges. En 1967, Claude Faure, Edmond Faure et Jean-Marie Machet regroupent à Saint-Quirin, en Moselle, leurs activités. C'est la naissance de la société Faure & Machet. Elle s'appuie alors sur 12 personnes et 7 véhicules.

### 1982: Du transport à l'entreposage
En 1977, dix ans après sa création, Faure & Machet compte 90 collaborateurs et 75 véhicules. En 1982, l'entreprise prend un tournant décisif avec le gain d'un contrat auprès du groupe alimentaire Mars. Faure & Machet se lancent alors dans l'entreposage, devenu depuis son activité numéro un. En 1987, elle emploie 300 salariés et dispose de 38 000 m2 de surface de stockage en France. 

### Années 1990: Cap sur l'Europe de l'Est
Après la chute du Mur de Berlin (1989), Faure & Machet voit dans l’ouverture des marchés d'Europe de l'Est l'opportunité de s'implanter en Russie, en Pologne et en Ukraine. L'entreprise adopte alors le nom « FM Logistic » en 1998. Aujourd'hui, FM Logistic emploie près de 8.000 personnes en Russie et 6.000 en Europe centrale.

### Années 2000: passage de relais, développement hors d'Europe
En 2002, les trois fondateurs confient les rênes de FM Logistic à une deuxième génération de dirigeants, parmi lesquels Jean-Christophe Machet, l'actuel président. 
Au cours des deux décennies suivantes, le groupe prend pied en Asie et au Brésil. En 2004, FM Logistic s'implante en Chine. En 2013, le groupe rachète une entreprise au Brésil, puis, trois ans plus tard, l'indien Spear Logistics. En 2018, FM Logistic s'établit au Vietnam. 

### Années récentes: Une stratégie centrée sur l'omnicanal et le développement durable
FM Logistic a présenté en novembre 2021 une nouvelle stratégie baptisée « Powering 2030 » visant à porter son chiffre d'affaires à 3 milliards d'euros en 2030. Elle repose principalement sur le « commerce omnicanal, la logistique urbaine et le développement durable ». L'entreprise s'est engagée à atteindre la neutralité carbone pour ses sites logistiques d'ici à 2030 et à construire, en partenariat avec Bouygues, une « station de production d'hydrogène vert » en France en 2022. 
Afin de conforter son développement international, FM Logistic investit régulièrement dans la construction ou l'extension de nouvelles plateformes logistiques, en particulier en Russie, en Pologne et en Espagne. FM Logistic a également ouvert, en 2022, un nouvel entrepôt en Inde. L'entreprise ambitionne de réaliser 20 % à 25 % de son activité en Inde d'ici 2027 contre moins de 4 % aujourd'hui. 
En France, FM Logistic exploite une trentaine de plateformes logistiques, à l'instar de celle d'Escrennes, inaugurée en 2018. Le groupe a cependant dû abandonner un projet de construction d'un entrepôt classé Seveso à Vernouillet (Eure-et-Loir) en raison de l'opposition des riverains et des élus locaux. Un autre projet d'entrepôt devrait le remplacer.

## Chiffres clés du groupe en 2021/22
- 1,518 milliard d'euros de chiffre d'affaires, dont 62 % réalisés hors de France[14]
- 31,5 millions de résultat d'exploitation (EBIT)
- 12,9 millions d'euros de résultat net
- Effectifs : 28 600

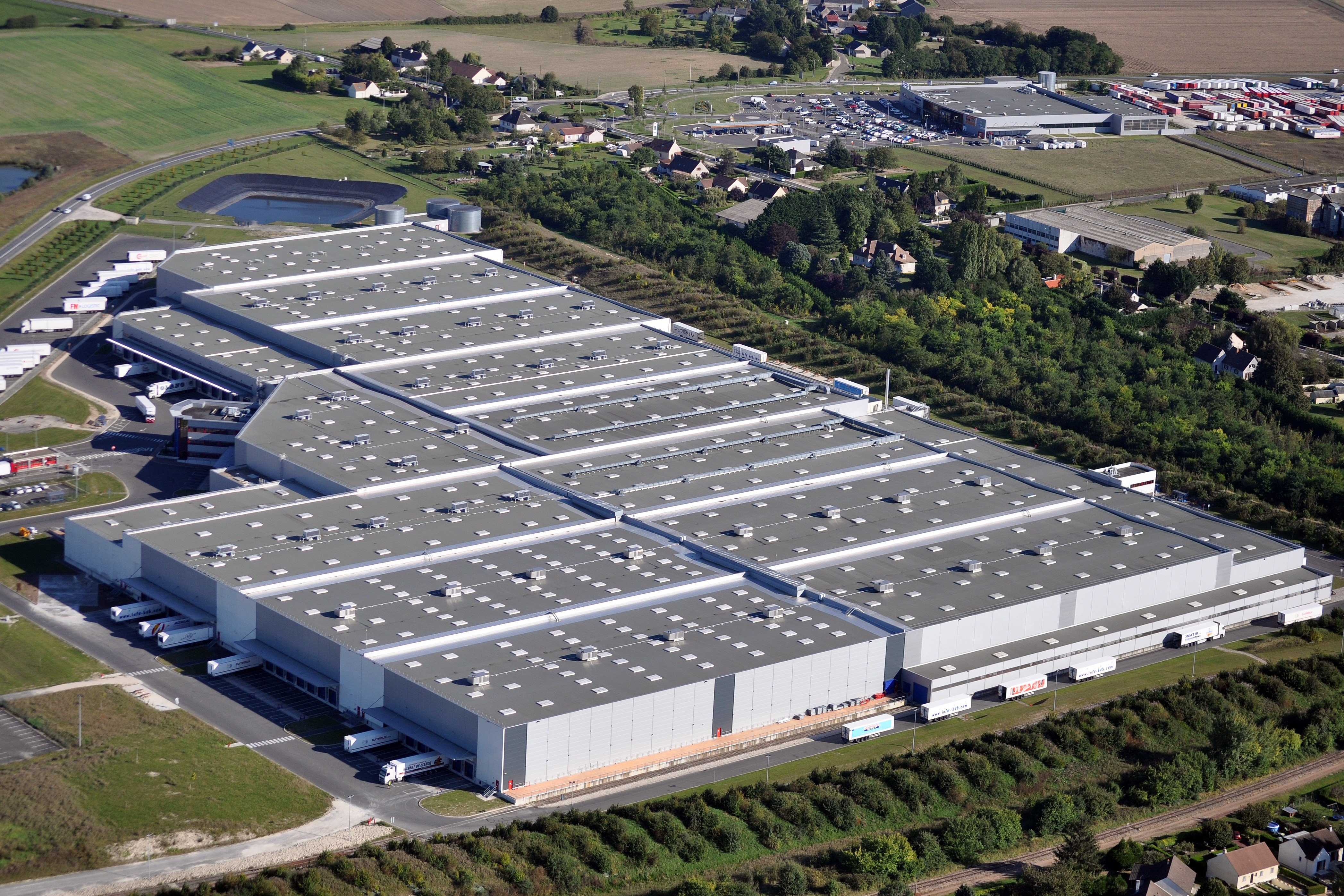
Site de Neuville-aux-Bois
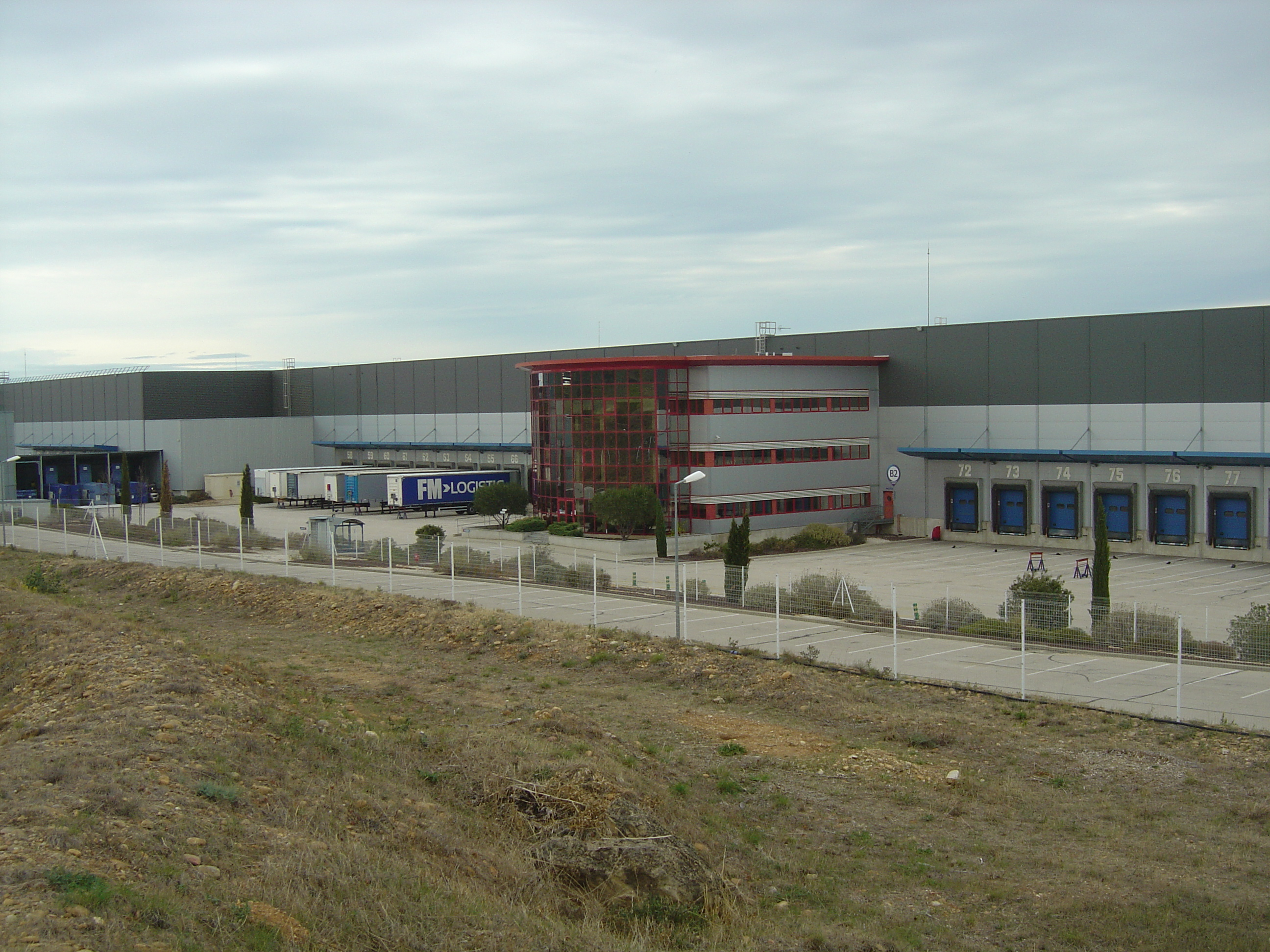
Site de Laudun-l'Ardoise
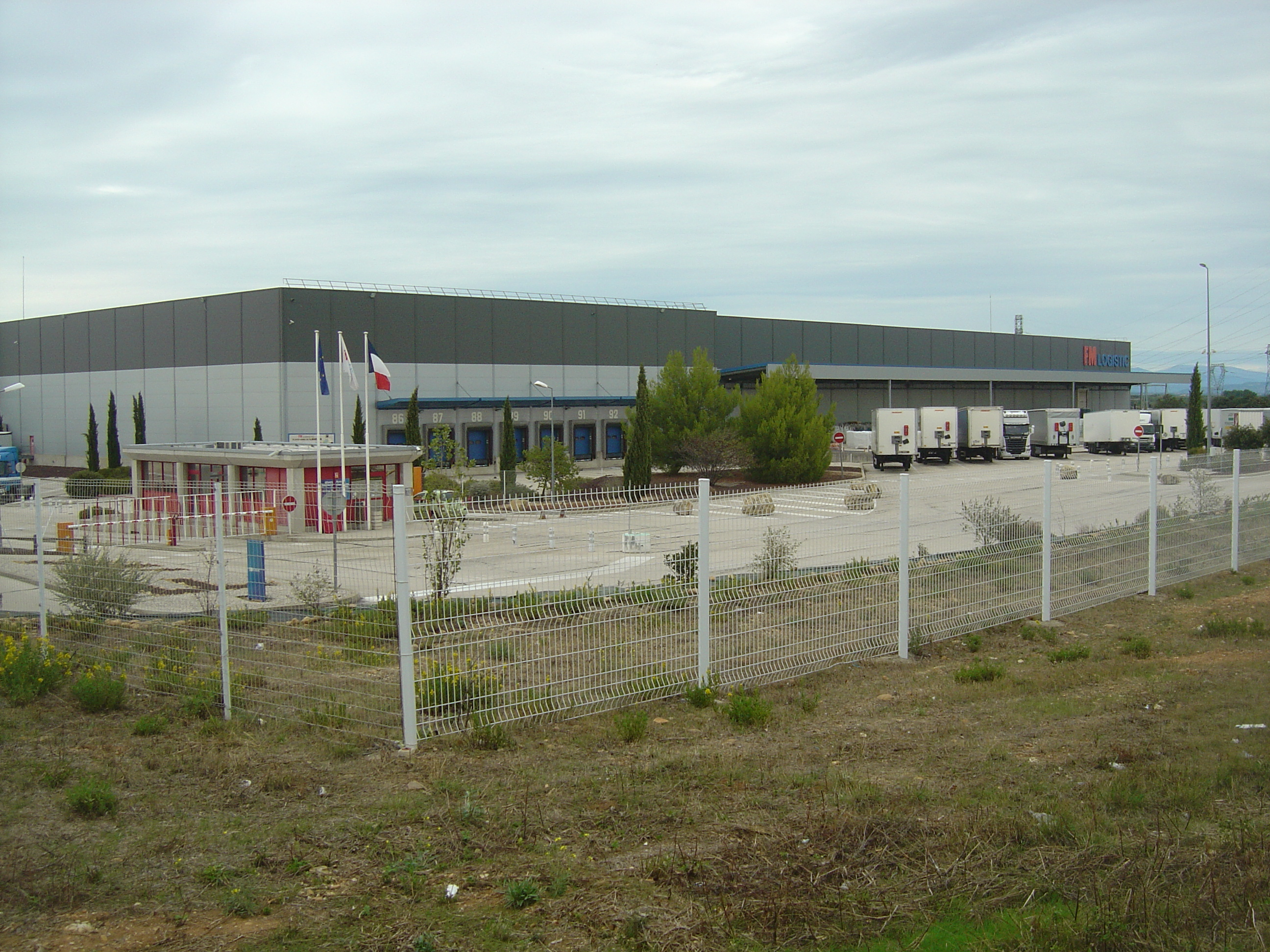
Site de Laudun-L'Ardoise

## Direction de FM Logistic
Le comité exécutif de FM Logistic se compose de : 
- Jean-Christophe Machet - Président
- Yannick Buisson - Directeur général Europe de l’Ouest et Europe centrale
- Daniel Ciz - Directeur financier
- Cécile Cloarec - Directrice ressources humaines, communication et développement durable
- Stéphane Descarpentries – Directeur Asie et projets stratégiques
- Xavier Prévost – Directeur business solutions et systèmes d'information
- Christophe Menivard – Directeur Europe de l’Est
- Béatrice Ogée - Directrice commerciale et marketing

## Clients présents ou passés
- FMCG (produits de grande consommation) : Mars, Mondelez, Nestlé, Unilever, Colgate-Palmolive, Reckitt-Benckiser, GSK, Henkel, Campari, Royal Canin , Haribo , Lesieur, Bauli , Carapelli
- Distribution : Ikéa, Carrefour, Auchan, Lidl, Décathlon
- Industrie : Bosch, Phillips, Legrand, Brother, Samsung, Nissan, Osram
- Parfums / beauté : L'Occitane, L'Oréal, Shiseido, Dior, Clarins, Natura
- Santé : Bristol-Myers Squibb, Sanofi-Aventis, Roche, Air Liquide